# Кайзер, Георг
Георг Кайзер (нем. Georg Kaiser, 25 ноября 1878,гор. Магдебург, Германия — 4 июня 1945, Аскона, Швейцария) — немецкий драматург, поэт, прозаик. Один из крупнейших представителей немецкой литературы XX века. Ярчайший представитель драматургии экспрессионизма.

## Биография
Георг Кайзер пятый из шести сыновей страхового агента Фридриха Кайзера. С 1885 по 1888 годы Кайзер посещал начальную школу в Магдебурге. С 1888 по 1894 годы обучался в том же городе в приходской евангелической школе (гуманистической гимназии при монастыре Святой Девы). Обучаясь в гимназии, обнаружил интерес к концертам, операм и театральным постановкам.
В 1894 году Кайзер бросил гимназию из-за неприятия практикуемых в ней методов обучения. В качестве оппозиции существующему в Магдебурге литературному обществу «Шекспир» он организует читательское общество «Сапфо», для которого и начинает писать первые ученические пьесы. Среди них: «Бубновый король» (первая редакция: 1895—1896), «Комическая опера для рождественского бала» (1897), «Фауст» (1897) и другие. 
В 1898 году Кайзер в качестве грузчика угля отправляется в Южную Америку. Выучив испанский, в Буэнос-Айресе работает конторщиком. Много путешествует по Южной Америке, заболевает малярией.
В 1901 году Кайзер возвращается в Магдебург. Страдает от приступов малярии. Пробыв некоторое время в Магдебурге, Кайзер начинает ездить по Германии: живёт то в Потсдаме, то в Бад-Кёзене, то в Наумбурге. В 1902 году лечится в Берлине от нервной болезни.
В 1908 году Кайзер женится на Маргарете Хабенихт, дочери крупного магдебургского торговца. С 1908 по 1916 годы живёт попеременно в Зехайм-Югенхайме и в Веймаре. Во время Первой мировой войны по состоянию здоровья не попадает в армию, но работает в Красном Кресте.
В 1911 году выходит в печати первое произведение Кайзера — пьеса «Еврейская вдова», написанная на основе библейского сюжета о Юдифи и в первом издании имеющая подзаголовок «Библейская комедия».
В мае 1914 года у Кайзера рождается первенец — сын Данте Ансельм Кайзер.
В 1915 году Кайзера впервые ставят в театре. Премьера пьесы «Случай со школьником Вегезаком» состоялась 11 февраля в венском театре «Neue Wiener Bühne». Первый сценический успех Кайзеру принесла постановка одной из его самых известных пьес «Граждане Кале», премьера которой состоялась 28 января 1917 года в «Neues Theater» во Франкфурте-на-Майне.
В августе 1918 года рождается второй сын Кайзера — Михаэль Лорент.
В 1919—1920 годах Кайзер живёт в Мюнхене, но часто ездит в Берлин. В это время драматург испытывает серьёзные финансовые затруднения, не имея никакой постоянной работы. В ноябре 1919 года рождается его дочь Ева Сибилла.
В ноябре 1920 года Кайзер и его жена оказываются арестованы за финансовые растраты и мошенничество. Их дети — все трое — попадают в приют для бедняков. Делу пытаются придать политическую окраску, намекая на связи Кайзера с коммунистами, но результат оказывается безуспешным. В апреле 1921 года драматурга освобождают. В мае он переезжает в окрестности Берлина.
В период с 1921 по 1933 год Кайзер достигает пика популярности. Его экспрессионистские пьесы — трилогия «Коралл» (1916) / «Газ» (1918) / «Газ II» (1919), «Ад — Путь — Земля» (1918) и др. — ставятся не только по всей Германии и Европе, но и по всему миру. Пьеса «Еврейская вдова» вызвала недовольство еврейских ортодоксальных кругов.
С приходом к власти национал-социалистов практически все писатели и художники, работающие в рамках экспрессионизма, оказываются «вне закона». Не минует эта судьба и Кайзера. Премьера его «Серебряного озера» в постановке Курта Вайля и Густава Брехера на сцене лейпцигского Старого театра 13 февраля 1933 года (одновременно — в Магдебурге и в Эрфурте) спровоцировала громкий скандал. Результатом становится запрет на публикацию и на постановку любых произведений драматурга.
В 1938 году Кайзер, оставив семью, тайно эмигрирует в Швейцарию, где и остаётся до конца жизни. В эмиграции драматург проживает на деньги меценатов и переезжает с места на место. При этом он много и плодотворно работает, оставаясь самым популярным зарубежным драматургом в стране.
Умер Кайзер 4 июня 1945 года от эмболии. Прах драматурга захоронен в Моркоте.

## Характеристика творчества
Пьесы Георга Кайзера — яркая страница в литературе XX века. В ранних драматических произведениях Кайзер не скрывает подражания разным образцам. Постепенно оно превращается в игру с такими предшественниками драматурга, как Август Стриндберг и Франк Ведекинд. Это хорошо заметно в пьесах 1910-х годов, объединённых исследователями под названием «комедии плоти».
В свой экспрессионистский период Кайзер обрёл творческую независимость и в самом направлении стоял особняком. Стиль Кайзера подчёркнуто индивидуален. Первый исследователь творчества Кайзера, швейцарец Бернхард Дибольд, в монографии «Играющий с мыслью Георг Кайзер», посвящённой его творчеству 1914—1924 годов, отмечал, драматургия Кайзера стала «головной», более измышленной, чем прочувствованной, и приводил его высказывания: «Написать драму значит: додумать мысль до конца»; «У того, кто понимает, как много неизмышленных идей, едва ли остаётся время на любовь».
Его экспрессионистские произведения имели оглушительный успех.
Оказавшись в эмиграции, Кайзер, в отличие от многих других экспрессионистов, не только не перестал писать, но, напротив, достиг новых творческих высот. В конце жизни Кайзеру удаётся реализовать одну из задач, которую пытались разрешить многие художники первой половины XX века. В трилогии, условно называемой «эллинскими» драмами, он воскрешает миф.
Помимо драматургических произведений, Кайзер написал множество стихотворений, ряд статей, посвящённых театру, драматургии и культуре, а также несколько киносценариев и романов.

## Произведения (выборочно)

### Пьесы
Георг Кайзер написал более 70 пьес.
(Несколько дат в скобках — несколько редакций.)
- Бубновый король (1895/96;1902/03);
- Случай со школьником Вегезаком (1901/02; 1912/13; 1914/15);
- Еврейская вдова (1904; 1909/10; 1920; 1921);
- Король-рогоносец (1910);
- С утра до полуночи (1912);
- Граждане Кале (1912/13; 1923);
- Ректор Кляйст (1914);
- Коралл (1917);
- Ад — Путь — Земля (1918);
- Газ (1918)
- Газ II (1919);
- Кожаные головы (1928);
- Серебряное озеро (1933);
- Тулузский садовник (1937/38);
- Солдат Танака (1940);
- Плот медузы (1940—1943);
- Дважды Амфитрион (1944);
- Беллерофонт (1945);

### Романы
- Довольно (1930-31)
- Вилла Ауреа (1938-39)